# 萨尔瓦多围城戰

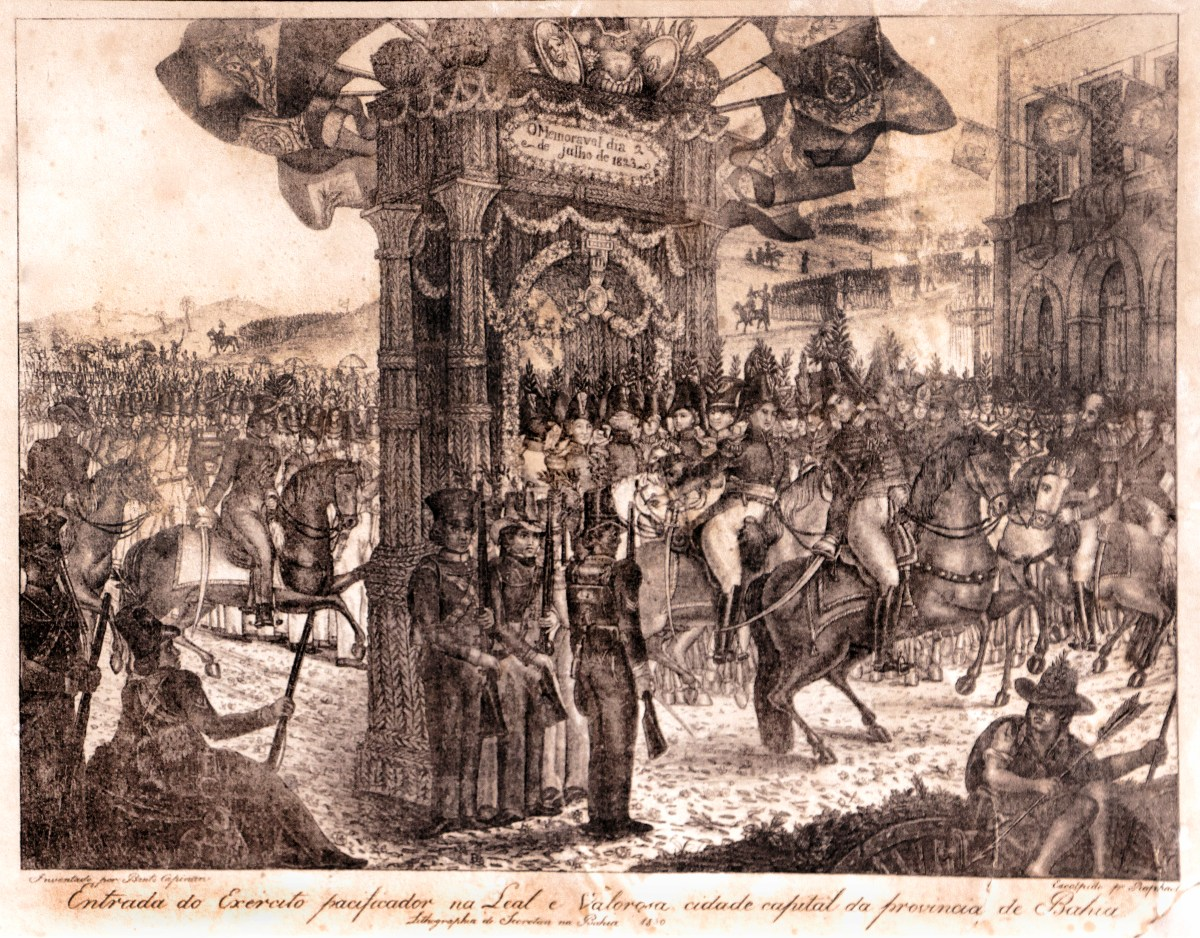
萨尔瓦多围城戰

萨尔瓦多围城战是巴西独立战争期间的一場戰役，当时巴西军队在一位法国将军的指挥下，试图攻佔由葡萄牙軍隊駐守的萨尔瓦多。 1822年3月2日，圍城戰爆發。1823年7月2日，葡萄牙指挥官向巴西人投降，圍城戰结束。 